# Carlo Marcellini

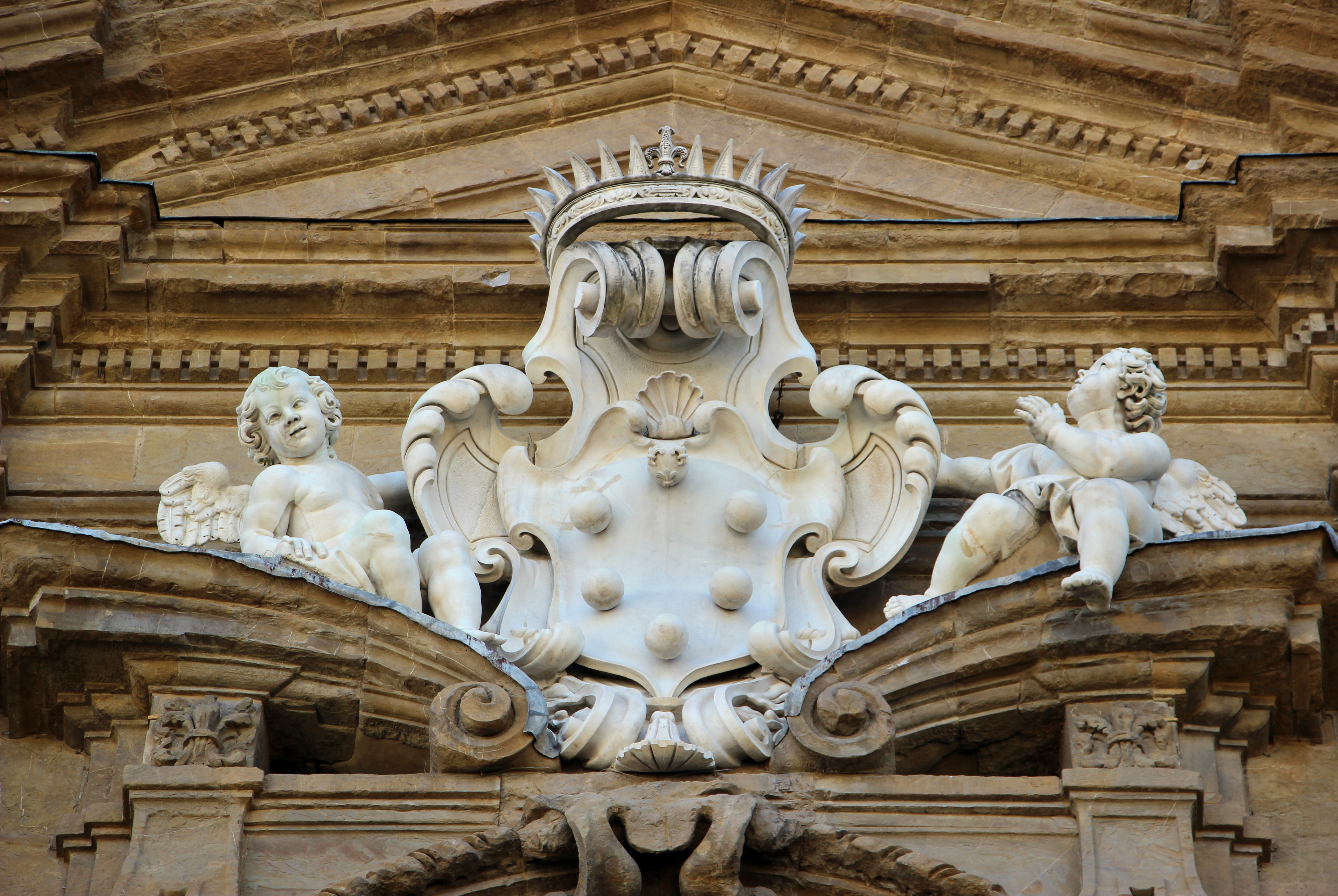
Stemma mediceo tra due putti, facciata di San Gaetano, Firenze (1688 circa)

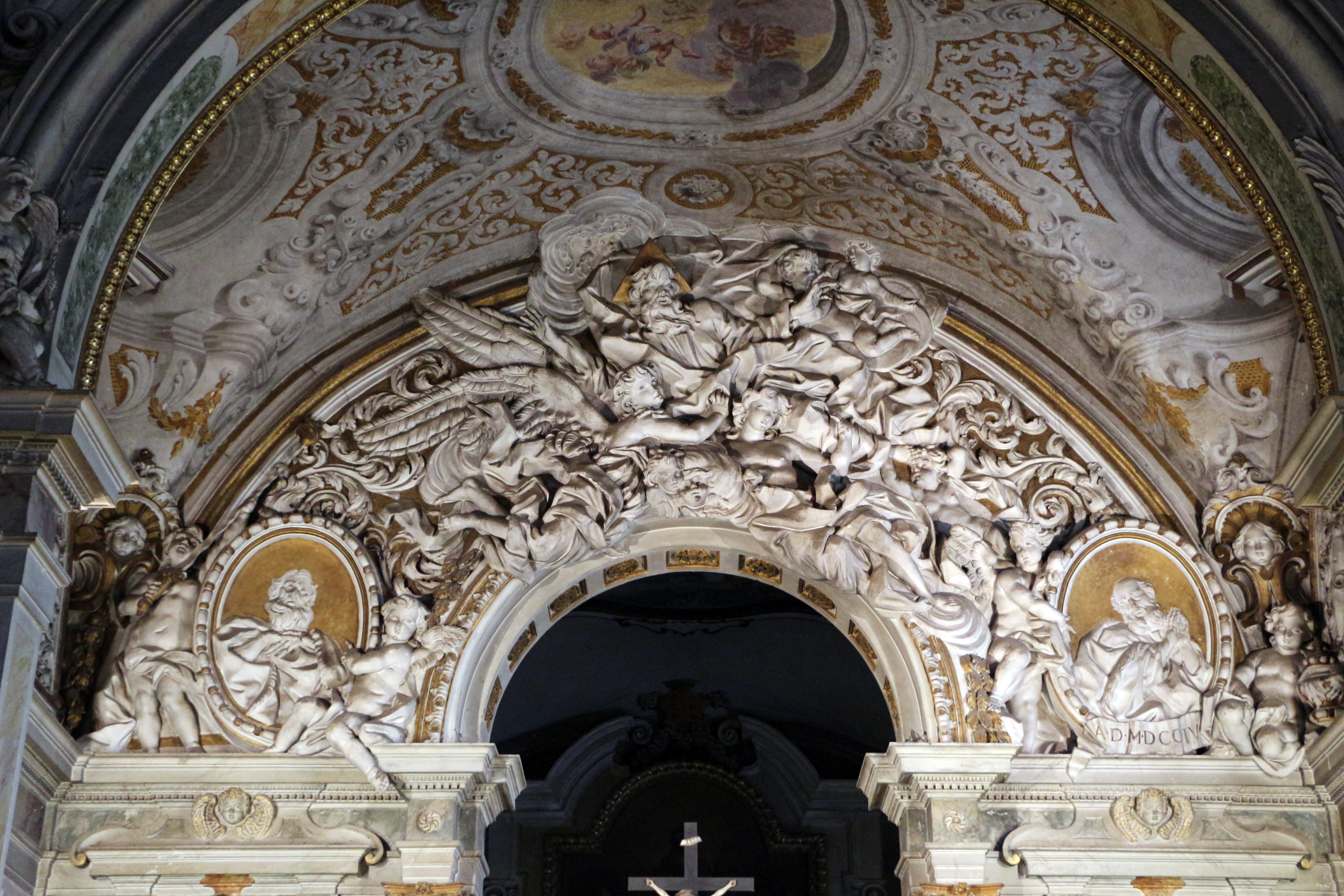
Arcone della chiesa di Santa Lucia alla Castellina presso Firenze, 1704

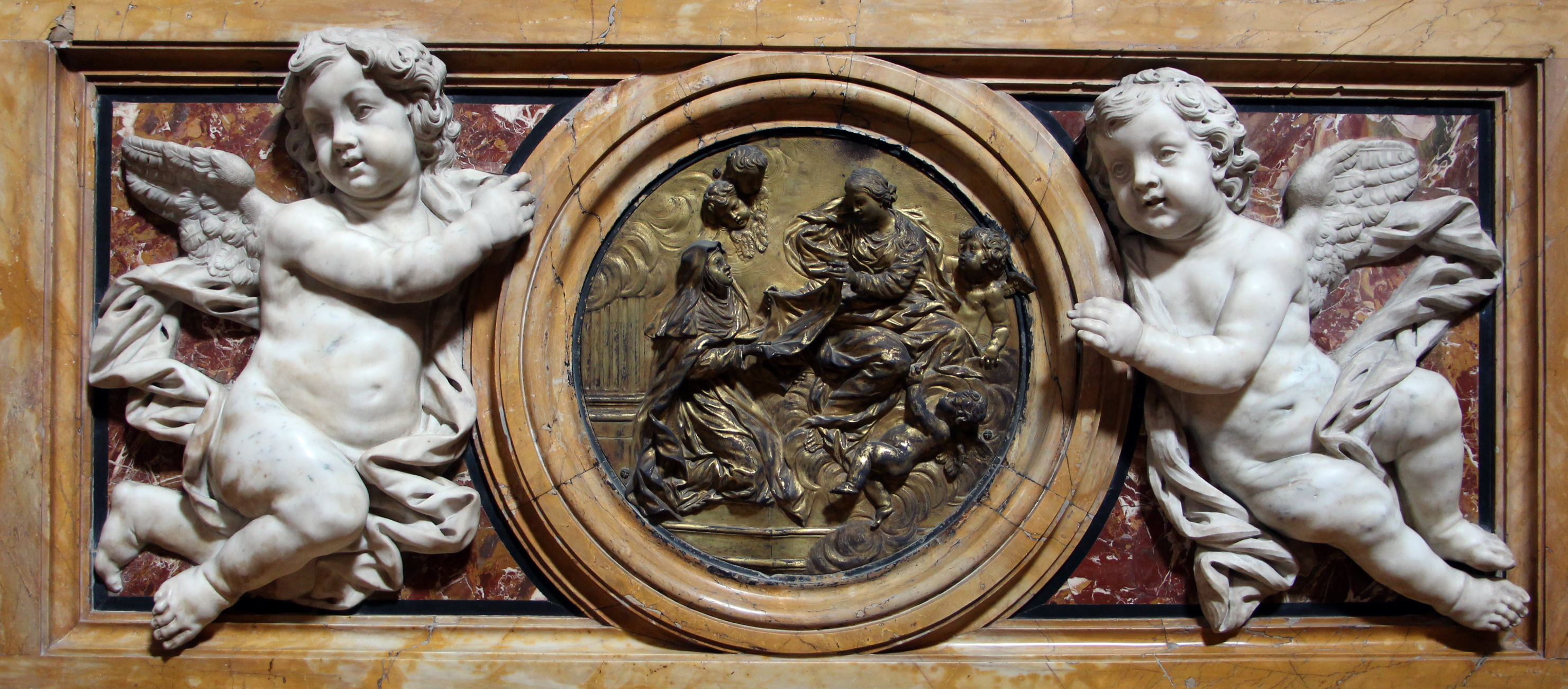
Storie della Maddalena, cappella maggiore di Santa Maria Maddalena de' Pazzi, Firenze (1684 circa)

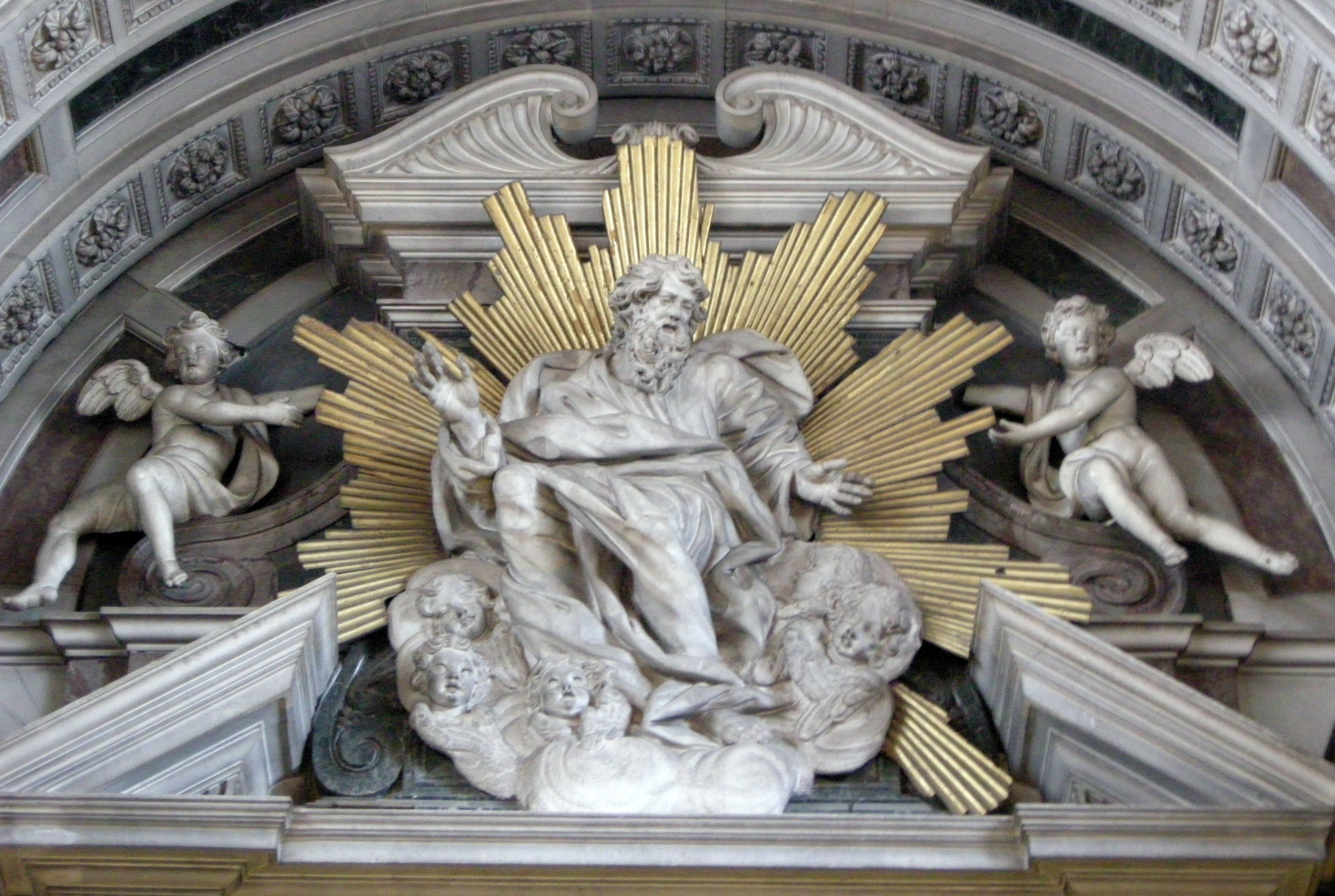
Dio Padre, cappella Corsini in Santa Maria del Carmine, Firenze (1683 circa)

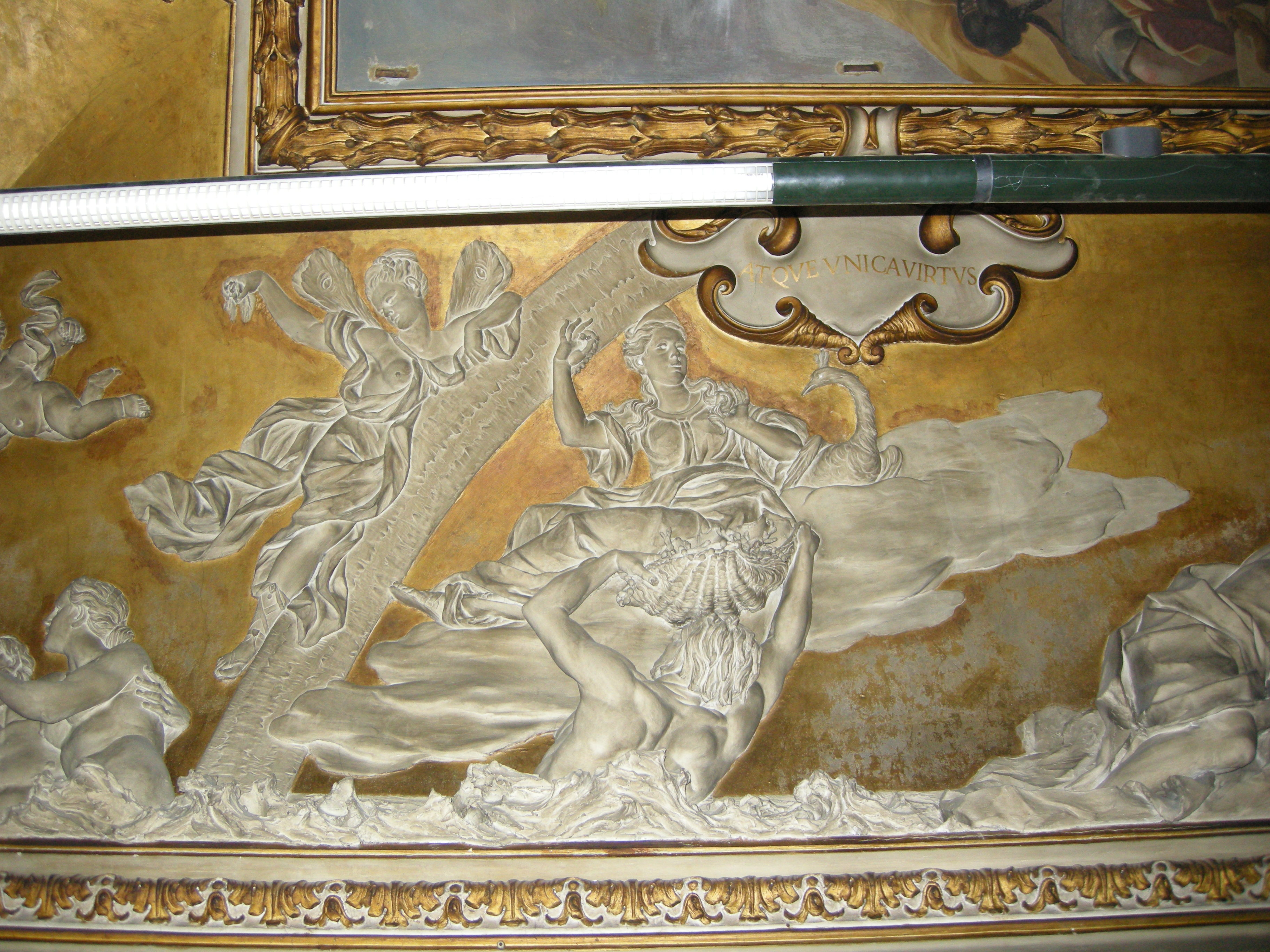
Stucchi della Sala dell'Olimpo, palazzo Fenzi, Firenze

Carlo Marcellini (Firenze, 1643 – Firenze, 22 giugno 1713) è stato uno stuccatore, scultore e architetto italiano.

## Biografia
Carlo Marcellini inizia come orafo poi si unisce al pittore Felice Ficherelli. Dopo la morte del maestro (1660), iniziò la sua formazione come scultore nello studio di Bartolomeo Cennini.
Nel 1671 Cosimo III lo mandò a Roma per studiare con Ercole Ferrata nell’Accademia granducale di Roma.
Dal 1672 Ferrata fu sostenuto da Ciro Ferri, che addestrò Carlo Marcellini nel disegno e nella modellazione.
Tra il 1672 e il 1674, Carlo Marcellini collabora con Ferri e realizza gli Angeli del ciborio della chiesa Nuova di Roma. Negli stessi anni frequentò anche l'Accademia di San Luca, dove nel 1672 vinse il primo premio di scultura di «Prima classe» con un bassorilievo in terracotta rappresentante il mito di Deucalione e Pirra (perduto).

### Lo scultore e decoratore
Dal 1673, iniziò a realizzare i suoi primi ordini autonomi tra cui il Busto di Galileo Galilei, attualmente al Museo di Storia della Scienza di Firenze.
Nel 1676 fu richiamato a Firenze per preparare il modello di monumento equestre per il Granduca Ferdinando II di Medici (mai realizzato) e trasferito nell'antica bottega Cennini «alla Sapienza», rimase libero alla morte del maestro.
Nel 1677 collaborò con Ferrata al restauro di statue antiche.
Dal 1677 al 1685, partecipò alla decorazione della cappella della chiesa di Santa Maria Maddalena dei Pazzi.
Nel 1677 fu ammesso alla Accademia delle arti del disegno.
Tra il 1679 e il 1683 lavorò per Ferdinando II a Pratolino; nel 1683 fu coinvolto nelle decorazioni della cappella Corsini a Santa Maria del Carmine dove, sotto la direzione di Giovanni Battista Foggini, scolpì un Dio Padre di marmo in cima all'altare maggiore.
Tra il 1685 e il 1686 Carlo Marcellini ricevette commissioni dalla granduchessa vedova Vittoria della Rovere per la sua Villa di Poggio Imperiale, poi per la realizzazione del monumento funerario di Vincenzo Farinola, morto nel 1686 (San Marco, Firenze).
- 1688-1693, Decorazione a stucco degli archi della cappella della navata della Basilica della Santissima Annunziata;
- 1688-1693, Statua in marmo di San Domenico (1692-1693) per la Cappella Feroni presso la Basilica della Santissima Annunziata;
- 1695-1697, Stucchi e intarsi di Palazzo Corsini;
- 1698 e 1700, Stucchi decorativi di due stanze di palazzo Ginori;
- 1699 Busto in marmo di Cosimo III , Ospedale di S. Maria Nuova;
- 1699 Stucchi, chiesa di Santa Lucia alla Castellina;
- 1700-1710, Stucchi, cappella di San Giovanni Gualberto, abbazia di Vallombrosa;
- 1702, Stucchi, volta a crociera, chiesa dei Santi Michele e Gaetano;
- 1710 c. Stucco dell'Oratorio Ss. Sacramento, Calenzano;
- (circa 1710 - perduto) Altare maggiore , chiesa di San Giovannino degli Scolopi.

### Architettura
Nel 1685 Carlo Marcellini iniziò la sua carriera come architetto, creando l'Ospizio per i Pellegrini (distrutto), commissionato da D. Melani. Tra il 1701 e il 1710 realizzò il più importante risultato architettonico della sua carriera, la chiesa dell'Ospedale San Giovanni di Dio. La struttura dell'edificio fu completata nel 1702, la facciata tra il 1707 e il 1708. Carlo Marcellini, che non chiedeva alcun emolumento, voleva collegare il suo nome all'edificio scegliendolo come luogo di sepoltura.

### Scenografia
Carlo Marcellini è anche coinvolto come scenografo quando allestisce spettacoli e crea decori effimeri per la progettazione di macchine ornamentali o festive: ad esempio per il Carnevale (1683); la liberazione di Vienna (1683); la liberazione di Buda (1686); Mascherata per il matrimonio di Anna Maria Luisa de' Medici (1691) e, nel 1694, responsabile del catafalco per i funerali di padre F. Franci. (San Filippo Neri, Firenze).

### Letteratura
Nel 1676 a Roma, Carlo Marcellini pubblica sotto lo pseudonimo di Merlin Caracolli, la commedia L'amante spiantato, messa in scena anche dopo la morte dell'artista nel 1715 (Firenze, Biblioteca Nazionale, Poligrafo Gargani, 1210, n°  225). Ha scritto molte poesie di cui solo una parte è stata pubblicata e ha partecipato all'attività di varie Accademie fiorentine tra cui l'Accademia dell'Arsura, di cui è stato uno dei fondatori con il nome di «Spiantato».
Carlo Marcellini morì a Firenze il 22 giugno 1713.